# Creu de Sant Jordi (Rússia)
|  | Per a altres significats, vegeu «Creu de Sant Jordi (desambiguació)». |

La Creu de Sant Jordi, o simplement, la Creu de Jordi va ser fins a 1913 oficialment coneguda com el Signe de Distinció de l'Orde Militar de Sant Jordi a Rússia.
Establerta pel Tsar Alexandre I el 1807, era atorgada als sots-oficials soldats i mariners per l'heroisme militar. El 1856 va ser dividida en 4 graus. Inicialment es rebia el quart grau, i subseqüentment seria promogut als graus superiors pels posteriors actes de valentia. Aquells que rebien tots 4 graus eren anomenats polniy Georgievskiy kavaler (Cavaller Complert de St. Jordi).
La Creu de Sant Jordi era pràcticament igual a l'Orde de Sant Jordi, excepte que era atorgada als sots-oficials. El 1878, Rússia establí la Medalla de Sant Jordi. Se situava per darrere de la Creu de Sant Jordi, i també era concedida pels actes de valentia al camp de batalla.
La Creu de Sant Jordi va ser abolida després de la Revolució Russa, però va tornar a establir-se el 8 d'agost del 2000 pel President de la Federació Russa Vladímir Putin. El 1943, la Unió Soviètica creà l'Orde de Glòria, hereva directe de la Creu de Sant Jordi (compartint fins i tot el galó).

## Disseny

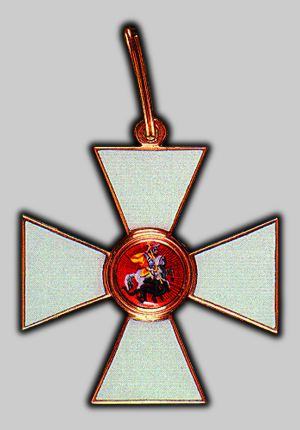
Disseny actual de l'Orde de Sant Jordi, 1a classe

Una creu pattée d'or o plata (posteriorment seria substituït per metalls no preciosos de colors similars) amb un disc central, que llueix la imatge de Sant Jordi a cavall matant el drac.
Penja d'una cinta taronja amb 3 franges negre (igual que l'Orde de Sant Jordi.

## No confondre amb
- Creu de Sant Jordi – Un símbol heràldic
- Creu de Sant Jordi – La bandera d'Anglaterra
- Premi Creu de Sant Jordi – Una distinció de la Generalitat de Catalunya
- Creu de Jordi – la màxima condecoració a la valentia civil al Regne Unit i a la Commonwealth